# مزرعه ملا احمد
مزرعه ملا احمد رودستانی روستایی از توابع بخش تودشک شهرستان کوهپایه در استان اصفهان ایران است.
این روستا در ۳۵ کیلومتری شهرستان نائین و یکی از روستاهای شهرستان کوهپایه می‌باشد.